# Declaración de Berlín (conocimiento científico)
La Declaración de Berlín sobre el libre acceso a la literatura científica es una declaración internacional sobre el libre acceso al conocimiento. Fue suscrita el 22 de octubre de 2003 en una conferencia organizada por la Sociedad Max Planck. En enero del 2011 había sido firmada por casi 400 instituciones científicas. En Italia, en el 2004 la Declaración de Berlín fue seguida por la Declaración de Mesina.
Su objetivo es la promoción de Internet como instrumento que pueda funcionar como base global del conocimiento científico y la reflexión humana, y sirva para especificar las medidas que deben tomar los diferentes actores en cuanto a políticas de investigación, instituciones dedicadas a la ciencia, bibliotecas, archivos, museos y entidades susceptibles de sufragar los costes de las actividades de investigación. Este objetivo mantiene el espíritu de anteriores Declaraciones como la Budapest Open Access Initiative de 2001 (BOAI) y la Declaración de Bethesa sobre Publicación de Acceso Abierto de abril de 2003.

## Metas
La misión que se marca la Declaración de Berlín es poner la información a disposición de la sociedad sin ningún tipo de obstáculo, con el objetivo de que el conocimiento científico se disemine de forma completa. Para ello se debe apoyar cualquier iniciativa, sea esta tradicional o a través del acceso abierto en Internet. El acceso abierto es una fuente de conocimiento aprobado por la comunidad científica. Para que el conocimiento sea accesible globalmente, se debe promover una web que ofrezca los contenidos y las herramientas de manera libre.

## Contribuciones de acceso abierto
Las contribuciones de acceso abierto deben incluir los resultados originales de la investigación, los datos primarios, metadatos, fuentes y demás materiales y fuentes transmedia.
Para constituirse como contribuciones válidas, deben satisfacer dos condiciones básicas:
1. El autor debe garantizar el acceso gratuito a todos los usuarios, así como su licencia para copiar, usar, distribuir, transmitir, exhibirlo de manera pública y realizar y distribuir derivados de la obra original en cualquier medio, con el reconocimiento de la autoría.
2. El trabajo completo convenientemente licenciado y sus recursos complementarios deben ser depositados en un repositorio online que respete el estándar de acceso abierto y esté apoyado por alguna entidad de carácter académico, gubernamental y con capacidad de archivo a largo plazo.[3]

## Acuerdos de apoyo al modelo de acceso abierto electrónico
Las acciones acordadas para promover el paradigma de acceso abierto son las siguientes:
- Activar ayudas para que los investigadores publiquen los trabajos bajo los principios del acceso abierto
- Estimular a las instituciones y entidades culturales a distribuir los recursos a través de Internet apoyando el acceso abierto
- Desarrollar métodos de evaluación para garantizar la calidad de los contenidos de acceso abierto
- Mediar para el reconocimiento de la publicación en acceso abierto
- Reclamar los méritos de los actores que contribuyan a desarrollar infraestructuras que favorezcan el acceso abierto, como desarrolladores de software, proveedores de contenidos, gestión de metadatos o publicación de artículos de manera individual[3]

Nos damos cuenta de que el proceso de desplazarse al acceso abierto cambia la diseminación de conocimiento en lo que respecta a cuestiones legales y financieras. Nuestras organizaciones tienen el propósito de encontrar soluciones que ayuden a un mayor desarrollo de los marcos legales y financieros existentes, con el fin de facilitar óptimo uso y acceso.
Declaración de Berlín sobre acceso abierto